# Qalʿat ibn Salâma
 (août 2018).
Si vous disposez d'ouvrages ou d'articles de référence ou si vous connaissez des sites web de qualité traitant du thème abordé ici, merci de compléter l'article en donnant les références utiles à sa vérifiabilité et en les liant à la section « Notes et références ».
Qal'at ibn Salâma est une forteresse près de Tihert (aujourd'hui Tiaret, en Algérie). Cet endroit est célèbre pour avoir abrité Ibn Khaldoun pendant quatre ans, entre 1375 et 1379, dans lequel il a commencé à composer son Muqaddima (connue sous le nom de Prolégomènes en français),.

## Situation
Cette forteresse est située sur un piton à proximité de Taoughazout à environ 5 km au sud de Frenda, dans l'actuelle wilaya de Tiaret en Algérie.
La forteresse est dans une région avec un climat désertique chaud (classification climatique de Köppen BWh), avec des étés très chauds et des hivers doux. Les précipitations sont légères et sporadiques, et les étés sont particulièrement secs.